# Malay-le-Grand
Malay-le-Grand ist eine französische Gemeinde mit 1.635 Einwohnern (Stand: 1. Januar 2022) im Département Yonne in der Region Bourgogne-Franche-Comté. Die Gemeinde gehört zum Arrondissement Sens und zum Kanton Sens-2. Die Einwohner werden Malaysiens genannt.

## Geographie
Malay-le-Grand liegt fünf Kilometer südöstlich von Sens. Umgeben wird Malay-le-Grand von den Nachbargemeinden Saligny im Norden, Malay-le-Petit im Osten und Nordosten, Noé im Osten und Südosten, Les Bordes im Süden und Südosten, Véron im Süden, Rosoy im Südwesten, Maillot im Westen sowie Sens im Nordwesten.

## Geschichte
Im 7. Jahrhundert war Mâlay eine königliche Domäne bei Sens. Die merowingische Königspfalz war mehrfach Schauplatz wichtiger Ereignisse: die Versammlung um Chlothar II. um 615, die Erhebung Chlodwigs II. zum König von Neustrien und Burgund 639. 657 oder 658 berief der Erzbischof von Sens Emmo hier das Konzil von Mâlay, um 679 König Theuderich III. ein großes bischöfliches Gerichtskonzil ein. Archäologische Spuren wurden in den 1990er Jahren gefunden. Es handelte sich um ein gemauertes rechteckiges Gebäude von fast 300 m² mit ein oder zwei Räumen von mehr als 200 m², das um das 10. Jahrhundert herum zerstört wurde.

## Bevölkerungsentwicklung
| 1962                      | 1968 | 1975 | 1982 | 1990 | 1999 | 2006 | 2018 |
| ------------------------- | ---- | ---- | ---- | ---- | ---- | ---- | ---- |
| 811                       | 781  | 1029 | 1206 | 1419 | 1538 | 1569 | 1537 |
| Quelle: Cassini und INSEE |      |      |      |      |      |      |      |

## Sehenswürdigkeiten
- Kirche Saint-Martin
- Turm aus dem 16. Jahrhundert
- Reste eines römischen Aquädukts
- Herrenhaus La Houssaye mit Kapelle

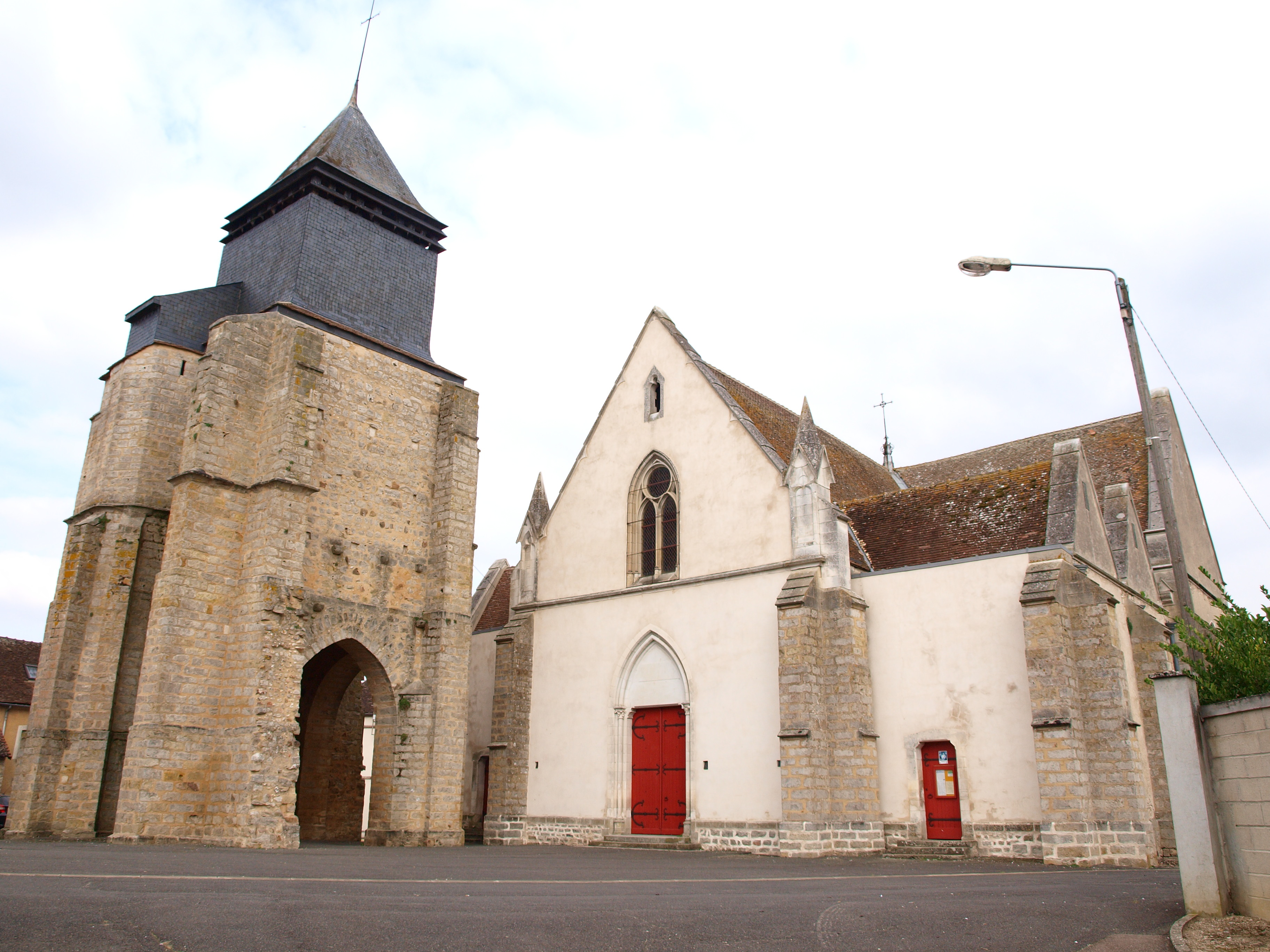
Kirche Saint-Martin

## Einzelbelege
1. ↑  Josiane Barbier: « Les palais francs avant Charlemagne », dans Les Carolingiens dans le bassin mosan, autour des palais de Herstal et de Jupille, éd. Florence Close, Alain Dierkens et Alexis Wilkin, Namur, 2017 (Les dossiers de l’Institut du patrimoine wallon, 27), S. 19–28. (academia.edu [abgerufen am 2. Februar 2022]).
2. ↑  Jean Lebeuf: Recueil de divers écrits pour servir d'éclaircissemens à l'histoire de France. Band 1. Jacques Barois Fils, Paris 1738 (google.fr [abgerufen am 2. Februar 2022]).
3. ↑  Josiane Barbier, Les palais francs avant Charlemagne, et les Carolingiens dans le bassin mosan, autour des palais de Herstal et de Jupille, Namur, Les dossiers de l’Institut du patrimoine wallon, 27, 2017, S. 19–28.